# Microscope électronique en transmission à balayage
Pour les articles homonymes, voir Microscope et Microscopie.

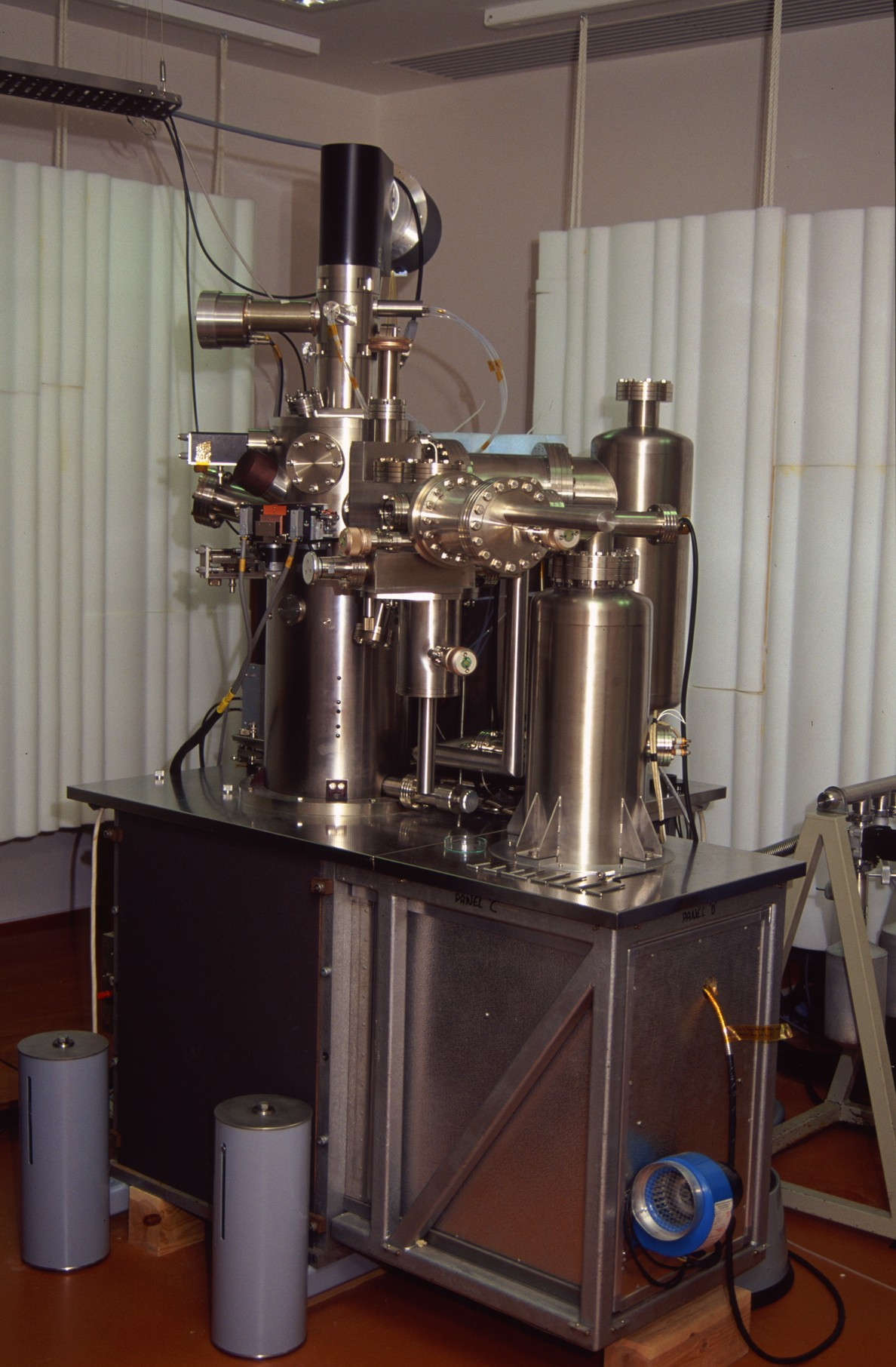
Exemple de Microscope électronique en transmission à balayage VG501

Un microscope électronique en transmission à balayage (METB ou en anglais STEM pour scanning transmission electron microscope) est un type de microscope électronique dont le principe de fonctionnement allie certains aspects du microscope électronique à balayage et du microscope électronique en transmission. Une source d'électrons focalise un faisceau d'électrons qui traverse l'échantillon. Un système de lentilles magnétiques permet à ce faisceau de balayer la surface de l'échantillon à analyser.